# سیارک ۲۷۳۳۰
سیارک ۲۷۳۳۰ (به انگلیسی: 27330 Markporter، نامگذاری:2000CY52)۲۷۳۳۰مین سیارک کشف شده‌است که در ۰۲ فوریه ۲۰۰۰ کشف شد.